# Haploporus benedeni
Haploporus benedeni är en plattmaskart. Haploporus benedeni ingår i släktet Haploporus och familjen Haploporidae. Inga underarter finns listade i Catalogue of Life.